# Энн Райс
Энн Райс (англ. Anne Rice, имя при рождении — Говард Аллен О’Брайен (англ. Howard Allen O’Brien); 4 октября 1941, Новый Орлеан, Луизиана, США — 11 декабря 2021) — американская писательница, сценарист и продюсер. Наибольшую известность писательнице принёс роман «Интервью с вампиром», который обязан своей популярностью одноимённому фильму.

## Биография
Родилась в Новом Орлеане в семье ирландских иммигрантов. Отец — Говард О’Брайен, почтовый служащий, романист и скульптор. Он написал книгу «The Impulsive Imp», которая была опубликована посмертно. Мать — Кэтрин «Кей» Аллен О’Брайен. Старшая сестра Райс, Элис Борхардт, также стала известной писательницей.
Она была названа мужским именем Говард, потому как мать считала, что громкое мужское имя для девушки поможет ей добиться успехов в будущем. Однако, в шестилетнем возрасте, когда монахиня-настоятельница Католической школы для девочек спросила у неё имя, та ответила ей: «Энн (Anne)».
Энн О’Брайен вышла замуж за Стэна Райса в 1961 году. Их дочь Мишель (1966—1972) скончалась в 1972 году от лейкемии. В 1978 году появился на свет сын Кристофер. Стэн Райс был писателем и поэтом, Кристофер Райс — также писатель.
В 2003 году Энн Райс сделана операция желудочного шунтирования, и писательница похудела со 115 кг до 55 кг.
Скончалась 11 декабря 2021 года.

### Религиозные взгляды
В возрасте восемнадцати лет Райс покинула Римско-католическую церковь, в начале XXI века вернулась, но летом 2010 года объявила об окончательном разрыве с церковью:

Как я уже говорила, я перестаю быть христианкой. Я выхожу. Во имя Христа, я отказываюсь быть анти-геем. Я отказываюсь быть анти-феминисткой. Я отказываюсь быть против искусственного контроля над рождаемостью. Я отказываюсь быть анти-демократом. Я отказываюсь быть против светского гуманизма. Я отказываюсь быть против науки. Я отказываюсь быть противной жизни. Во имя … Христа, я оставила христианство, дабы быть христианкой. Аминь.

## Интерпретации

### Кинематограф и телевидение
- Райское наслаждение (1994)
- Интервью с вампиром: Хроника жизни вампира (1994)
- Затерянный склеп (1997)
- Праздник всех святых (2001)
- Королева проклятых (2002)
- Интервью с вампиром (2022)
- Мэйфейрские ведьмы (2023)
- История похитителя тел (в разработке)

### Театр
- Балет «Интервью с вампиром» (1997)
- Мюзикл «Лестат» (2005)

### Комиксы
- Мумия, или Рамзес Проклятый (1990)
- Вампир Лестат (1990)
- Королева проклятых (1991)
- Интервью с вампиром (1992)
- Час ведьмовства (1992)
- История похитителя тел (1999)
- Слуга костей (2010)
- Интервью с вампиром: история Клодии (2012)

## Премии и награды
| Год  | Награда                  | Категория                                                    | Результат |
| ---- | ------------------------ | ------------------------------------------------------------ | --------- |
| 1986 | Всемирная премия фэнтези | Лучший роман за роман «Вампир Лестат»                        | Номинация |
| 1998 | Bram Stoker Awards       | Лучший роман за роман «Царица проклятых»                     | Номинация |
| 1995 | Премия Хьюго             | Лучшая постановка за сценарий к фильму «Интервью с вампиром» | Номинация |
| 2003 | Bram Stoker Awards       | За достижения на протяжении жизни                            | Победа    |